# ديمتري يميتس
ديمتري الكساندروفيتش يميتس (بالروسية: Дми́трий Алекса́ндрович Емец) (ولد 27 مارس 1974)، هو كاتب للأطفال وكاتب الخيال من روسيا؛ في عام 1996 تخرج من جامعة موسكو الحكومية، كلية علم اللغة وقال انه هو أيضا مرشح للعلوم اللغوية وأصبح أصغر عضو في اتحاد كتاب روسيا عندما كان عمره 22 سنة. وهو متزوج ولديه 7 أطفال. وهو مؤلف على العديد من حكايات الخيال وروايات الخيال وكانت أعماله الأكثر شهرة هي:
- سلسلة كتاب «تانيا غروتر» (المعروف أيضا باسم «تانيا جروتر»)
- سلسلة كتاب «ميثوديوس بوسلايف»

## وصلات الإنترنت
- الموقع الرسمي (بالروسية)
- بلوق في LiveInternet (بالروسية)
- صفحه مخصصه في موسكو الموقع الإلكتروني لدار نشر «Eksmo» (بالروسية)
- موقع مخصص (بالروسية)
- صفحه مخصصه في جود ريدز (بالروسية)
- الملف الشخصي في جود ريدز (بالإنجليزية)